# ジェリー・ウェスト
ジェローム・アラン・ウェスト（Jerome Alan West, 1938年5月28日 - 2024年6月12日）は、アメリカ合衆国ウェストバージニア州チェリアン出身の元プロバスケットボール選手、指導者、エグゼクティブ。NBAのロサンゼルス・レイカーズで選手、ヘッドコーチ、ゼネラルマネージャーとして活躍した。現在のNBAのロゴ（赤と青を背景にドリブルをする白いシルエット）は、ウェストをモデルにしたものである。

## 少年期と学生時代
ウェストは炭鉱で電気技師として働く父のもとに生まれた。慎ましい少年時代を送りながら、自宅の近隣などでバスケットボールの練習を重ねた。その熱心さのあまりビタミン剤の注射を受けたことがあった。
地元の高校では長らく控え選手だったが、最終学年の前までに身長が10センチ以上伸び、チームの中心として活躍するようになった。ウェストは州の高校バスケットボール史上初めて900点以上を得点した選手になり、チームを州大会優勝に導いた。

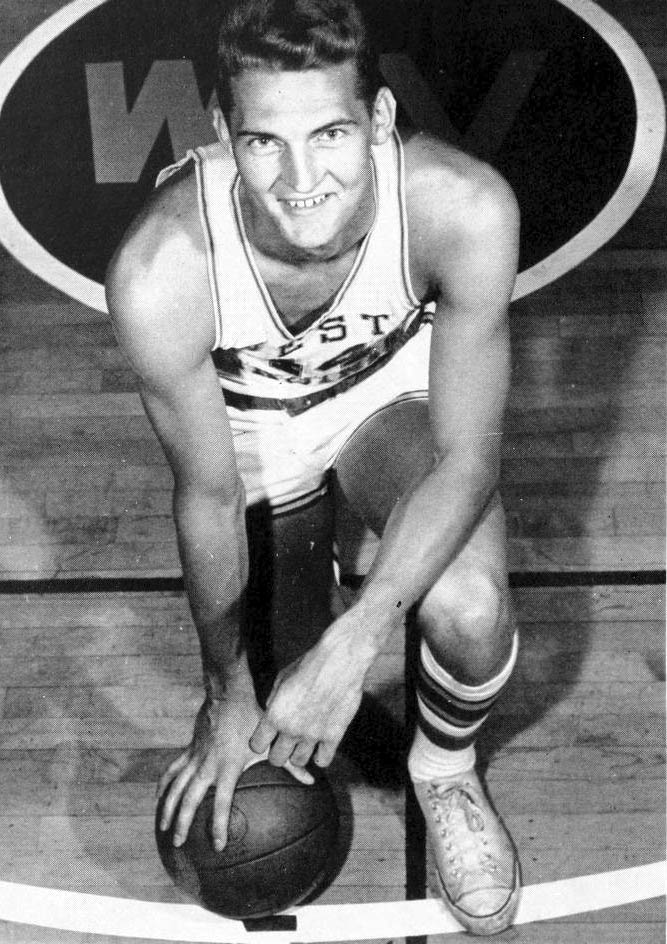
大学時代のウェスト

60以上の大学から誘いを受けたが、地元のウェストバージニア大学に進んだ。大学でチームの正式な選手としてプレーし始めた2年生の時には平均17.8得点11.1リバウンド、3年生時には26.6得点12.3リバウンド、4年生になると29.3得点16.5リバウンドをあげ、全国的に注目される選手になった。3年生の時にチームはNCAA男子バスケットボールトーナメント決勝に進出したが1点差で敗れた。準決勝以上で際立った活躍で大会最優秀選手に選ばれた。
大学でのプレーを終えた1960年の夏、ローマオリンピックに出場し、金メダルを獲得した。この時の代表チームにはオスカー・ロバートソンもいた。

## プロのキャリア
1960年のNBAドラフトでオスカー・ロバートソンに次ぐ全体2位でミネアポリス・レイカーズに指名された。まもなくレイカーズはロサンゼルスに移転し、ロサンゼルス・レイカーズとなった。

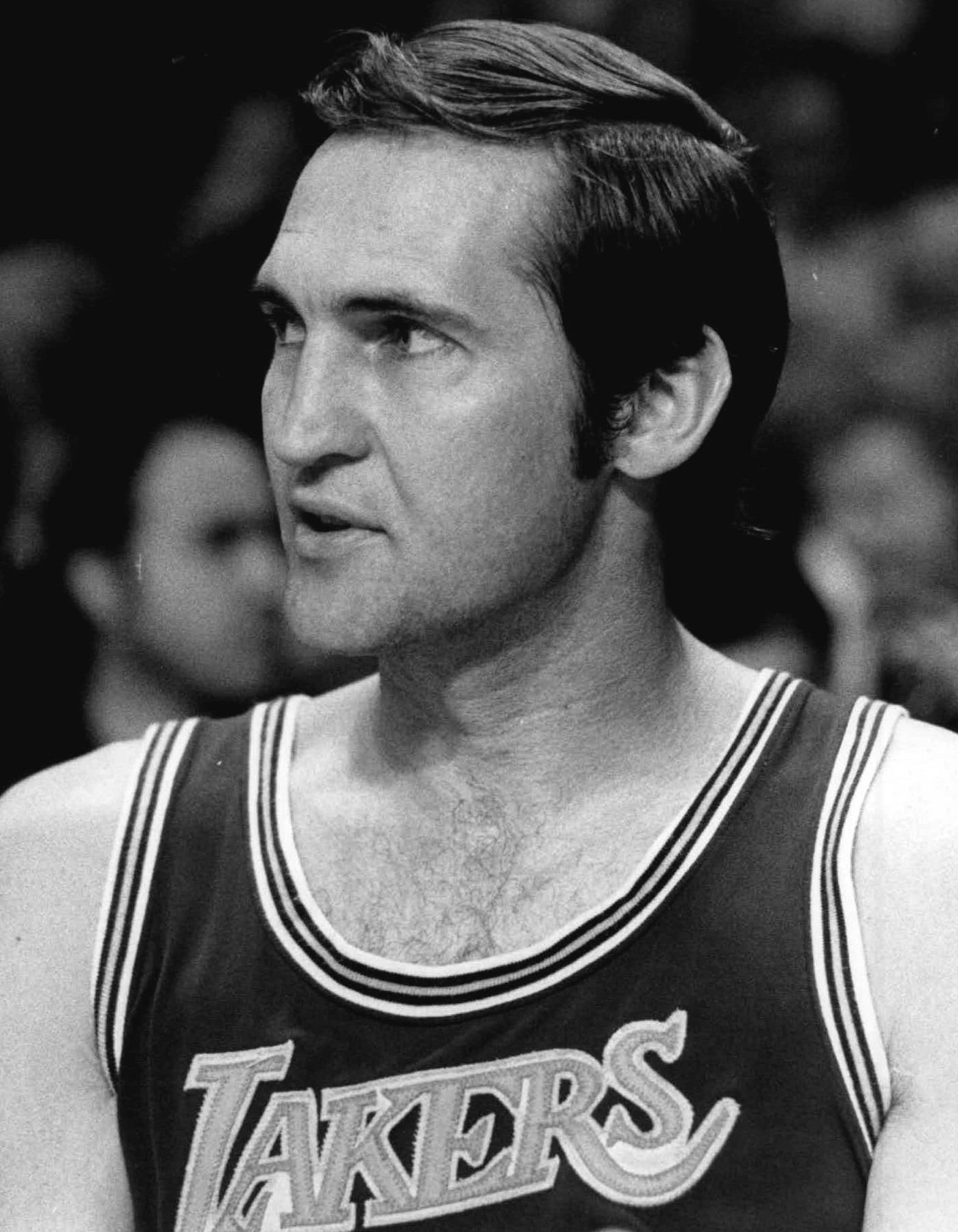
1972年

1年目のシーズン、平均17.6得点、4.2アシスト、7.7リバウンドと優秀な成績を残した。レイカーズは36勝48敗と負け越したがプレーオフでは地区決勝まで進み、当時強豪だったセントルイス・ホークスに3勝4敗で敗退した。新人王はロバートソンが獲得した。
翌シーズンは平均30.8得点（リーグ5位）、5.4アシスト（リーグ6位）、7.9リバウンドと活躍し、オールNBAファーストチームに初めて選出され、引退するまでの間にこの賞を10回受賞することになる。1962年1月17日に1試合63得点を記録した。
レイカーズはプレーオフを勝ち進み1962年のNBAファイナルに進出するが、ボストン・セルティックスに敗退。これ以降もレイカーズはファイナルでセルティックスと幾度も対戦し、その度に敗れることが繰り返され、優勝には届かないスター選手として過ごしていった。
ウェスト個人の活躍は目覚ましく、1965年の平均31得点はリーグ2位、1970年の31.2得点はリーグ首位と高い水準の得点を記録し続け、チームも1962年、1963年、1965年、1966年、1968年、1969年、1970年にNBAファイナルに進出した。このうち1969年までは全てセルティックスに、1970年にはニューヨーク・ニックスに敗れ、優勝を逃した。1962年のNBAファイナルは第7戦を3点差で、1966年のNBAファイナルには同じく第7戦を2点差で、1969年のNBAファイナルも第7戦を2点差で落とした接戦だった。この第7戦では42得点・13リバウンド・12アシストで、ファイナルでは史上初の40得点以上によるトリプルダブルで、この記録は2015年のNBAファイナルでレブロン・ジェームズが記録するまでは唯一であった。
1970年のNBAファイナル第3戦で放ったシュートはよく知られている。試合間終了間際にコート中央から打ったシュートがブザーと同時に決まって同点、試合は延長に続くことになった。レイカーズは結局この試合を2点差で落とし、最終の第7戦にも敗れ優勝を逃した。
1971-72シーズン、既に30歳を過ぎており怪我も多かったウェストは引退も考えたが、このシーズンのレイカーズは歴史的な躍進を果たすことになった。リーグ新記録である33連勝を含めてシーズン成績は69勝13敗。ウェストの平均9.7アシストはリーグ首位となった。1972年のNBAファイナルに進んだレイカーズはニューヨーク・ニックスを4勝1敗で破り、自身初の優勝を経験した。
その後2シーズンを過ごしたウェストは、怪我で31試合の出場に留まった1973-74シーズンが終了すると引退した。

## 指導者とエグゼクティブのキャリア
引退後のウェストは、1976年より3シーズンにわたってレイカーズの監督を務めた。この間145勝101敗で勝率58.9％だった。プレーオフを逃していたレイカーズを3年連続でプレーオフに進出させた。初年度に地区決勝で敗れたのが最高の成績で翌年は1回戦敗退、3年目は地区準決勝敗退だった。
1979年よりコンサルタントとしてレイカーズのフロントに入り、この役職で2年間を過ごした。1982年にはゼネラルマネージャーとして選手人事に関わる仕事を受け持つことになった。当時のレイカーズはカリーム・アブドゥル＝ジャバーやマジック・ジョンソンを擁し、前年度よりパット・ライリー監督を据えた強豪になっていた。さらにジェームズ・ウォージーを加えたレイカーズは1980年代に黄金時代を迎え、これらの選手を核にしてチームの補強に努めた。
1980年代の終わりにアブドゥル＝ジャバーが引退すると、ユーゴスラビア人のブラデ・ディバッツを獲得。ディバッツはNBAで活躍した最も初期のヨーロッパ人となった。レイカーズは1990年代前半には低迷期に入ったが、チームのバスケットボール部門取締役副社長に昇格した1994-95シーズンにエディー・ジョーンズなどを獲得し、48勝34敗まで持ち直したことにより、NBA最優秀役員賞を受賞した。
1996年、シャキール・オニールとコービー・ブライアントを獲得した。2000年にフィル・ジャクソン監督を招聘するとレイカーズは2000年のNBAファイナルに進み12年ぶりに優勝し、ここから3連覇した。ウェストが選手人事の仕事に携わって以降で合計7回目の優勝となった。
2002年、レイカーズのフロントを退き、メンフィス・グリズリーズとバスケットボール部門社長として契約し、同チームへ赴いた。グリズリーズはチーム創設以来成績が低迷していたが、ヒュービー・ブラウンを監督に迎え入れ、このシーズンは過去最高の記録だった28勝54敗で乗り切った。翌シーズンは50勝32敗と躍進し、レイカーズ時代に続き2度目のNBA最優秀役員賞を受賞した。2007年に辞任。

## NBA個人成績

### レギュラーシーズン
| シーズン     | チーム       | GP  | GS | MPG  | FG%  | 3P% | FT%  | RPG | APG | SPG | BPG | PPG  |
| ------------ | ------------ | --- | -- | ---- | ---- | --- | ---- | --- | --- | --- | --- | ---- |
| 1960–61      | LAL          | 79  | –  | 35.4 | .419 | –   | .666 | 7.7 | 4.2 | –   | –   | 17.6 |
| 1961–62      | LAL          | 75  | –  | 41.2 | .445 | –   | .769 | 7.9 | 5.4 | –   | –   | 30.8 |
| 1962–63      | LAL          | 55  | –  | 39.3 | .461 | –   | .778 | 7.0 | 5.6 | –   | –   | 27.1 |
| 1963–64      | LAL          | 72  | –  | 40.4 | .484 | –   | .832 | 6.0 | 5.6 | –   | –   | 28.7 |
| 1964–65      | LAL          | 74  | –  | 41.4 | .497 | –   | .821 | 6.0 | 4.9 | –   | –   | 31.0 |
| 1965–66      | LAL          | 79  | –  | 40.7 | .473 | –   | .860 | 7.1 | 6.1 | –   | –   | 31.3 |
| 1966–67      | LAL          | 66  | –  | 40.5 | .464 | –   | .878 | 5.9 | 6.8 | –   | –   | 28.7 |
| 1967–68      | LAL          | 51  | –  | 37.6 | .514 | –   | .811 | 5.8 | 6.1 | –   | –   | 26.3 |
| 1968–69      | LAL          | 61  | –  | 39.2 | .471 | –   | .821 | 4.3 | 6.9 | –   | –   | 25.9 |
| 1969–70      | LAL          | 74  | –  | 42.0 | .497 | –   | .824 | 4.6 | 7.5 | –   | –   | 31.2 |
| 1970–71      | LAL          | 69  | –  | 41.2 | .494 | –   | .832 | 4.6 | 9.5 | –   | –   | 26.9 |
| 1971–72      | LAL          | 77  | –  | 38.6 | .477 | –   | .814 | 4.2 | 9.7 | –   | –   | 25.8 |
| 1972–73      | LAL          | 69  | –  | 35.7 | .479 | –   | .805 | 4.2 | 8.8 | –   | –   | 22.8 |
| 1973–74      | LAL          | 31  | –  | 31.2 | .447 | –   | .833 | 3.7 | 6.6 | 2.6 | 0.7 | 20.3 |
| 通算：14年   | 通算：14年   | 932 | –  | 39.2 | .474 | –   | .814 | 5.8 | 6.7 | 2.6 | 0.7 | 27.0 |
| オールスター | オールスター | 12  | 11 | 28.4 | .453 | –   | .720 | 3.9 | 4.6 | –   | –   | 13.3 |

### プレーオフ
| シーズン   | チーム     | GP  | GS | MPG  | FG%  | 3P% | FT%  | RPG | APG | SPG | BPG | PPG  |
| ---------- | ---------- | --- | -- | ---- | ---- | --- | ---- | --- | --- | --- | --- | ---- |
| 1961       | LAL        | 12  | –  | 38.4 | .490 | –   | .726 | 8.7 | 5.3 | –   | –   | 22.9 |
| 1962       | LAL        | 13  | –  | 42.8 | .465 | –   | .807 | 6.8 | 4.4 | –   | –   | 31.5 |
| 1963       | LAL        | 13  | –  | 41.4 | .503 | –   | .740 | 8.2 | 4.7 | –   | –   | 27.8 |
| 1964       | LAL        | 5   | –  | 41.2 | .496 | –   | .792 | 7.2 | 3.4 | –   | –   | 31.2 |
| 1965       | LAL        | 11  | –  | 42.7 | .442 | –   | .890 | 5.7 | 5.3 | –   | –   | 40.6 |
| 1966       | LAL        | 14  | –  | 44.2 | .518 | –   | .872 | 6.3 | 5.6 | –   | –   | 34.2 |
| 1967       | LAL        | 1   | –  | 1.0  | –    | –   | –    | 1.0 | 0.0 | –   | –   | 0.0  |
| 1968       | LAL        | 15  | –  | 41.5 | .527 | –   | .781 | 5.4 | 5.5 | –   | –   | 30.8 |
| 1969       | LAL        | 18  | –  | 42.1 | .463 | –   | .804 | 3.9 | 7.5 | –   | –   | 30.9 |
| 1970       | LAL        | 18  | –  | 46.1 | .469 | –   | .802 | 3.7 | 8.4 | –   | –   | 31.2 |
| 1971       | LAL        | 15  | –  | 40.5 | .376 | –   | .830 | 4.9 | 8.9 | –   | –   | 22.9 |
| 1973       | LAL        | 17  | –  | 37.5 | .449 | –   | .780 | 4.5 | 7.8 | –   | –   | 23.6 |
| 1974       | LAL        | 1   | –  | 14.0 | .222 | –   | –    | 2.0 | 1.0 | 0.0 | 0.0 | 4.0  |
| 出場：13回 | 出場：13回 | 153 | –  | 41.3 | .469 | –   | .805 | 5.6 | 6.3 | 0.0 | 0.0 | 29.1 |

## ヘッドコーチ成績
| チーム | シーズン | G   | W   | L   | W–L% | シーズン結果    | PG | PW | PL | PW–L% | 最終結果                         |
| ------ | -------- | --- | --- | --- | ---- | --------------- | -- | -- | -- | ----- | -------------------------------- |
| LAL    | 1976–77  | 82  | 53  | 29  | .646 | パシフィック1位 | 17 | 9  | 8  | .529  | カンファレンスファイナル敗退     |
| LAL    | 1977–78  | 82  | 45  | 37  | .549 | パシフィック4位 | 3  | 1  | 2  | .333  | カンファレンスセミファイナル敗退 |
| LAL    | 1978–79  | 82  | 47  | 35  | .573 | パシフィック3位 | 8  | 3  | 5  | .375  | カンファレンスセミファイナル敗退 |
| Career |          | 246 | 145 | 101 | .589 |                 | 22 | 8  | 14 | .364  |                                  |

## 私生活
2019年6月1日、ドナルド・トランプ大統領はウェストに大統領自由勲章を授与することをTwitterで発表した。
2018年、バスケットボール映画アンクル・ドリューに本人役で出演。そこでウェストのNBAのロゴのモデルの話が少し出ている。
2024年6月12日の朝に死去。86歳没。

## 脚註
1. ↑  NBA.com
2. ↑  “New York Knicks at Los Angeles Lakers Box Score, January 17, 1962”. Basketball-Reference.com. 2021年8月9日閲覧。
3. ↑  The Great Jerry West will be receiving our Nation's highest civilian honor, The Presidential Medal of Freedom, for his outstanding career, both on and off the court. Happy Birthday Jerry! @Sen_JoeManchin
4. ↑  Tasch, Justin (2024年6月12日). “Jerry West, NBA and Lakers legend, dead at 86”. New York Post. 2024年6月12日閲覧。